# Australische bekerplant
De Australische bekerplant (Cephalotus follicularis) is een vleesetende bekerplant die endemisch is in het zuidwesten van Australië. De plant is de enige soort in de familie Cephalotaceae, een zogeheten monotypische familie. De plant heeft enkele uiterlijke kenmerken gemeen met Nepenthes, maar is daaraan niet verwant. De plant werd in 1791 tijdens een expeditie van botanicus Archibald Menzies ontdekt.

## Verspreidingsgebied
Het oorspronkelijke verspreidingsgebied van deze plant ligt in een kustgebied van 50 km breed en 400 km lang tussen de steden Albany en Busselton. De plant groeit van nature in een gematigd vochtig, subtropisch klimaat dat wordt gekarakteriseerd door koele, natte winters en droge zomers. De plant groeit in een vochtige omgeving te midden van grassen, mossen en struiken op zure grond met een pH van 4,5. Als de plant in de volle zon staat, hoopt hij anthocyaan op, dat de bekers hun rode kleur geeft. In de natuur groeit de plant in een mengsel van zand en veen in veenmoerassen aan de randen van zoetwater-draslanden, sloten en langzaam stromende beken. De plant voedt zich met insecten zoals mieren.

## Botanische beschrijving
De plant groeit vanuit onderaardse wortelstokken. Hij heeft twee soorten bladeren, carnivore en niet-carnivore. De niet-carnivore bladeren worden meestal in de lente geproduceerd en zijn speervormig, maar in de winter worden er ook wel ronde niet-carnivore bladeren geproduceerd. Deze bladeren zorgen voor de fotosynthese en blijven slechts één jaar goed.
Als de niet-carnivore bladeren op hun top qua fotosyntheseactiviteit zijn, verschijnen in de zomer en de herfst de carnivore bladeren, die worden gevormd door de 1–6 cm grote bekers (er bestaan cultivars met grotere bekers). Hoewel de bekers lijken op die van Nepenthes, zijn de bekers verbonden met stengels aan de achterkant, terwijl de bekers bij Nepenthes zijn verbonden met stengels aan de onderkant. De bekers van de planten zitten dicht opeen en bevinden zich meestal op grondniveau.
De opening van de bekers is rood tot paars en is voorzien van 24 naar binnen gerichte tanden, die 2,5-4 mm lang zijn. Het deksel van de beker bestaat uit doorschijnende segmenten, afgewisseld met donkerder delen, en heeft drie functies. De eerste functie is het aantrekken van insecten door het tonen van de reflectie van het water op de bodem van de beker door zijn doorschijnende segmenten. De tweede functie is om te zorgen dat er geen regenwater in de beker komt . De derde functie is het handhaven van de interne vochtigheid op warme dagen door de monding af te dekken. Als de relatieve luchtvochtigheid van de omgeving zich weer normaliseert, verplaatst het deksel zich weer naar de oorspronkelijke positie. Een beker blijft enkele jaren leven.
De buitenwand van de beker heeft een T-vormige centrale rib met aan de zijkanten daarvan haren en twee ribben aan de zijkant die ook met haren zijn bedekt. Deze haren dienen als ladders voor de insecten die door de geur van de vloeistof in de bekers worden aangetrokken. De binnenwand van de beker is bedekt met was, waardoor er een glad oppervlak wordt gecreëerd. Dit gladde oppervlak zorgt er in combinatie met de naar binnen gerichte tanden voor, dat insecten niet kunnen ontsnappen. De beker is gevuld met bacteriën en verteringsenzymen die de afbraak van de prooien bewerkstelligen, waarna de plant de vrijgekomen eiwitten en andere nutriënten opneemt. Laat in de zomer bloeit de plant met 5–8 mm brede, witte bloemen op tot 60 cm lange bloemstelen.

## Bescherming
Aanvankelijk was de plant opgenomen in Appendix II van CITES vanwege de internationale handel in de planten. Later werd de plant daar weer van afgehaald omdat er veel planten uit nakweek beschikbaar kwamen en er een nieuw populatie van duizenden planten werd gevonden rond een kunstmatige dam in de omgeving van Albany.

## Afbeeldingen van jonge planten

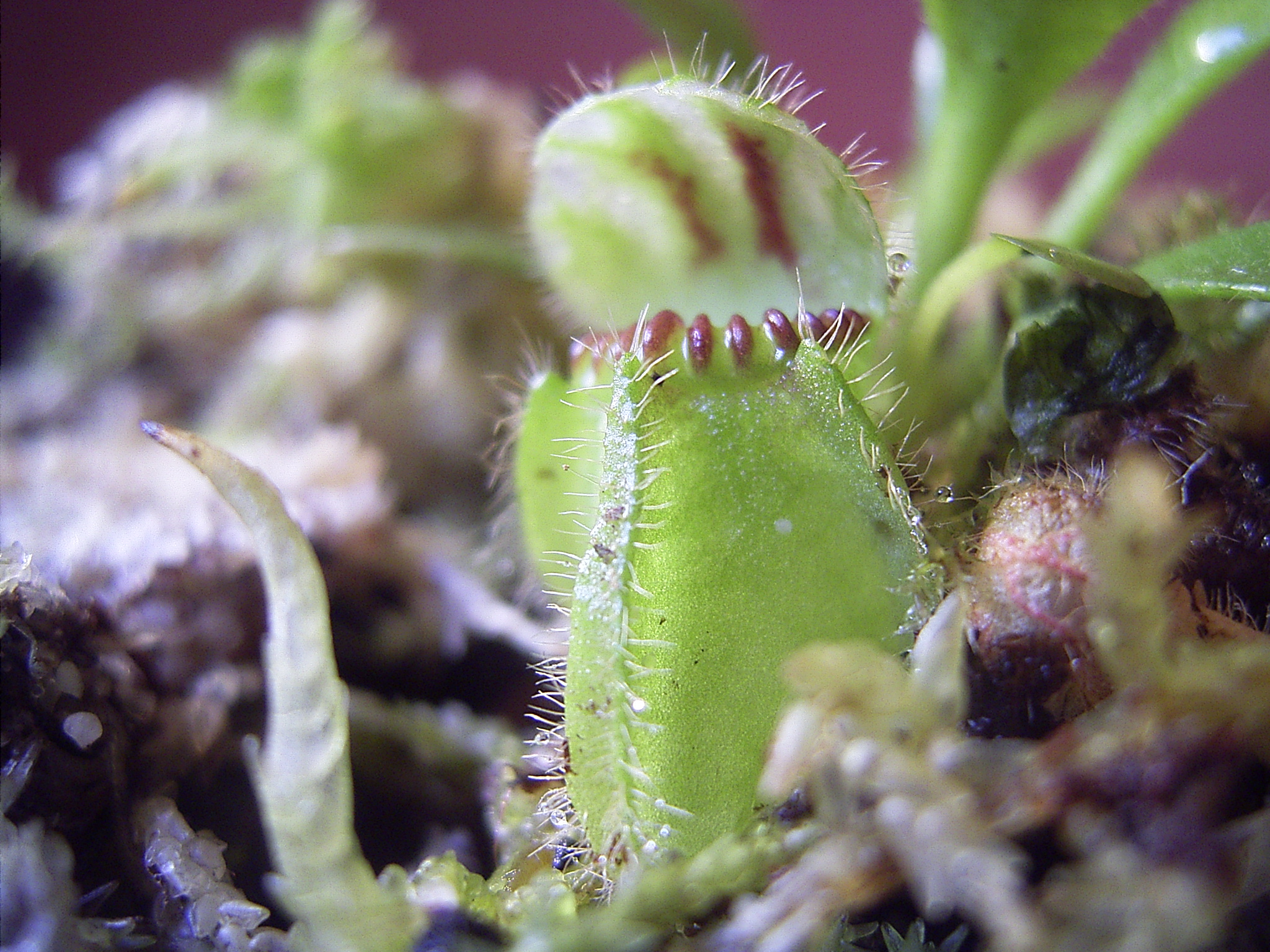
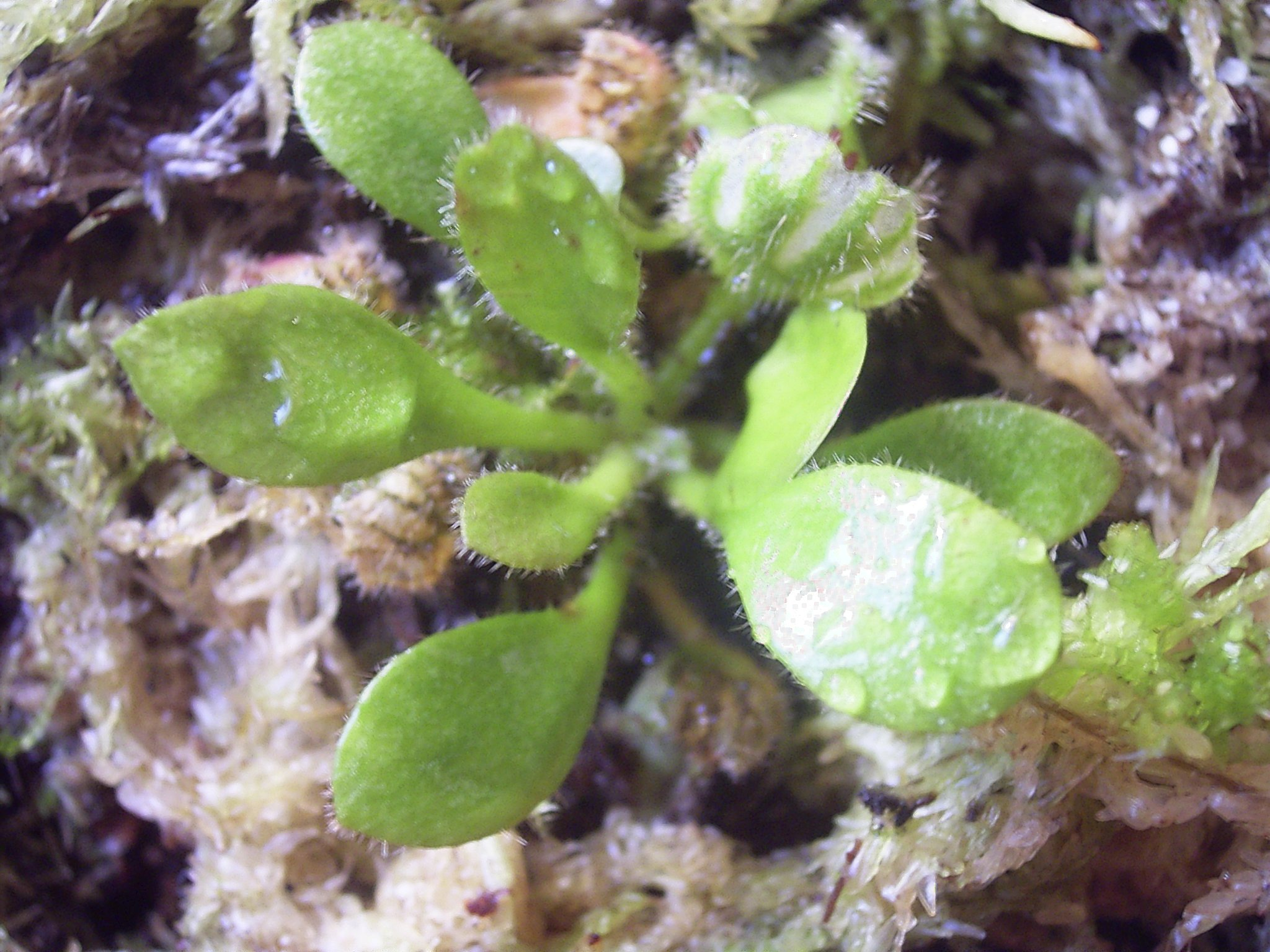
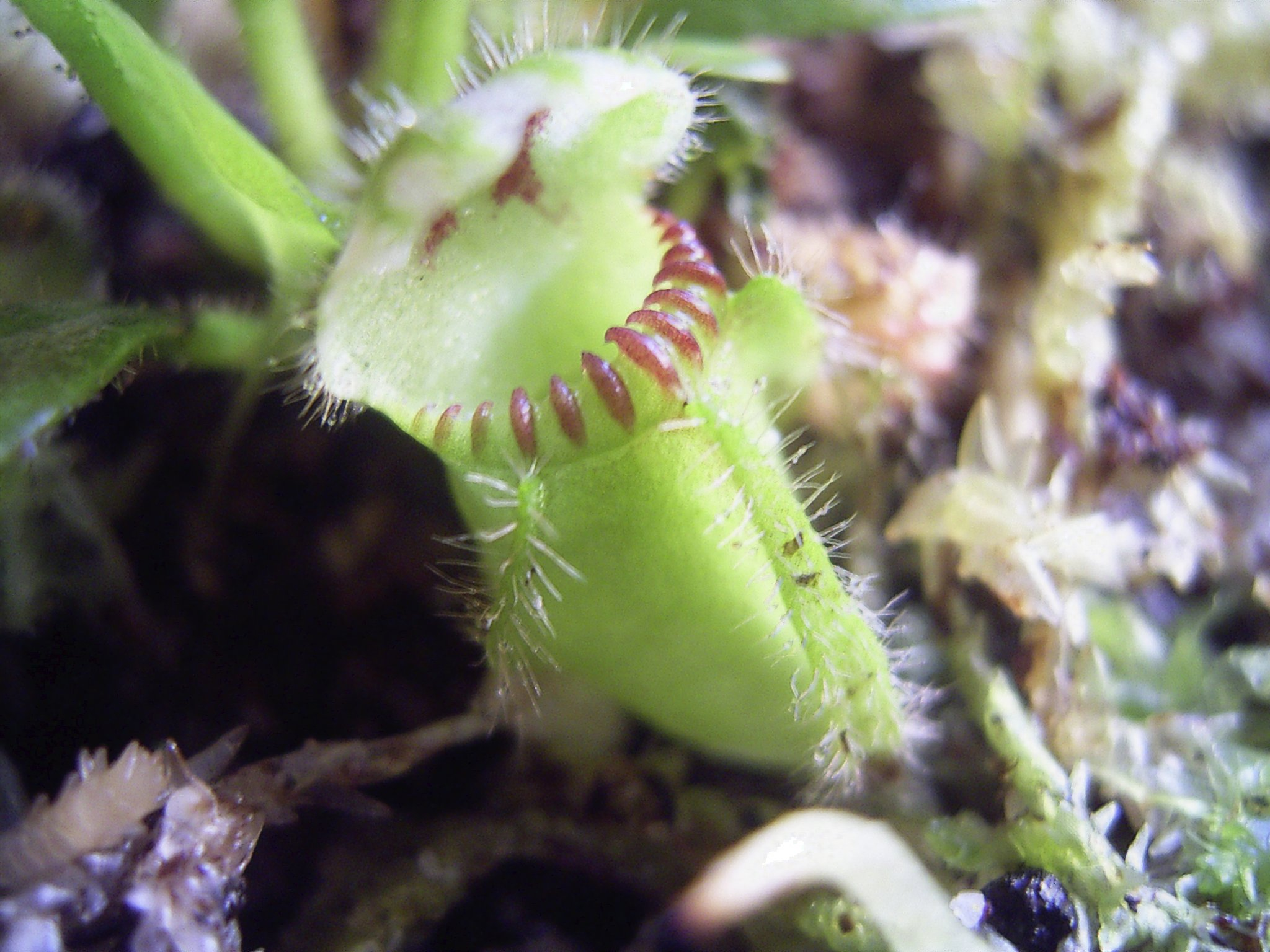